# Dinard
Dinard / Dinarzh là một xã trong tỉnh Ille-et-Vilaine, thuộc vùng hành chính Bretagne của nước Pháp, có dân số là 10.430 người (thời điểm 1999). Dinard là một nơi tắm biển trong vùng Bretagne. Thành phố nhỏ này nằm cạnh cửa sông Rance, đối diện với Saint-Malo.

## Nhân khẩu học
| 1962  | 1968  | 1975  | 1982  | 1990  | 1999   |
| ----- | ----- | ----- | ----- | ----- | ------ |
| 8.834 | 9.052 | 9.234 | 9.590 | 9.918 | 10 430 |

## Các thành phố kết nghĩa
- Starnberg, Đức